# ギリクス
ギリクス（ギッリクスとも、学名：Gillicus）は、約1億- 約6550万年前
（中生代白亜紀前期末期アルビアン［en］半ば - 後期末マーストリヒシアン末［K/T境界］）において、浅海 Western Interior Seaway （西部内陸海道。北アメリカ大陸を東西に分かつ内海）に棲息していた硬骨魚類の一種（1属）。イクチオデクテス目（en）- イクチオデクテス科（en）に分類される真骨類である。
研究者等の間では、アメリカのニオブララ累層（en）にて最も一般的に見られる魚類化石の一つとして知られている。また、未命名種であるが淡路島からも化石が記載されている。

## 呼称
属名（ラテン語）Gillicus を日本語では「ギリクス」「ギッリクス」「ギリックス」などと表記する。本項では比較的普及していると思われる「ギリクス」を用いる。

## 生物的特徴

### 分類

#### 系統分類
突出した下顎が特徴的なサウロドンと同科（サウロドン科）とする説がある。

#### 下位分類
下位分類は、1種のみが知られている。
- Gillicus arcuatus Cope, 1875　ギリクス・アルクアトゥス（アーキュアタスなどとも称）

### 形態・生態
体長（標準体長［吻端- 尾柄部椎骨末端の長さ］か）は、最大で約2m。体形の長い大魚であるが、近縁種との比較では小型種の部類は入る。

#### "fish-within-a-fish"
シファクティヌスは同じ亜科の近縁種であり、かつ、ギリクスにとって怖ろしい捕食者でもあった。1982年にアメリカ合衆国カンザス州の後期白亜紀層で発見され、"fish-within-a-fish （フィッシュ・ウィズイン・ア・フィッシュ）" の通り名で知られる最も有名なシファクティヌスの化石は、3.96m (13 ft) のシファクティヌス・アウダクス (Xiphactinus audax) の胃の内容物として、1.83m (6 ft) のギリクス・アルクアトゥス (Gillicus arcuatus) がほぼ原形をとどめた状態で納まっていた。なおこの標本は、カンザス州のヘイズにあるスタンバーグ自然史博物館 (Sternberg Museum of Natural History) に展示されている。★画像への直接外部リンク：Xiphactinus audax - Sternberg Museum of Natural History.